# Zadní Chodov
Zadní Chodov (deutsch Hinter Kotten, auch Hinterkotten) ist eine Gemeinde mit 241 Einwohnern (Stand: 1. Januar 2023)  in Tschechien. Sie liegt 7 km nordwestlich von Planá und gehört den Okres Tachov an. Nach dem Zweiten Weltkrieg wurde sie zu einem Zentrum des sowjetischen Uranbergbaus in Tschechien.

## Geschichte
Das erstmals 1365 nachweisbare regelmäßige Platzdorf war eine Ansiedlung der Choden. 1555 wird der Ort im Urbar der Tachauer Herrschaft erwähnt. zu dieser Zeit wohnten hier bereits 50 Familien.
1726 wurde die auf dem Dorfplatz errichtete Kapelle zur Heiligen Dreifaltigkeit eingeweiht, die in den Jahren 1781 - 83 deutlich erweitert und 1856 zur Pfarrkirche erhoben wurde. Zu ihr gehörte die Filialkirche in Promenhof. Der Ort gehörte zur Herrschaft Plan, die im 17. Jahrhundert nahe dem Dorf Silberbergbau betrieb. 1870 hatte Hinterkotten 88 Häuser und 582 Einwohner. Im Ortsteil Khoau lebten in 33 Häusern 175 Menschen. 1930 führten amtliche Statistiken insgesamt 710 Einwohner und 129 Häuser. 
Nach dem Münchner Abkommen wurde der Ort dem Deutschen Reich zugeschlagen und gehörte bis 1945 zum Landkreis Tachau.
Nach dem Zweiten Weltkrieg wurde die deutsche Bevölkerung im Jahre 1946 vertrieben.
Nachdem bereits zu Beginn des 20. Jahrhunderts nach Uran geschürft worden war, wurde im Jahre 1952 bei erneuten Untersuchungen eine Uranerzlagerstätte entdeckt. Erst im Dezember 1992 wurde die Förderung im letzten Schacht eingestellt. In dieser Zeit wurden 4.066 Tonnen Uran gewonnen, die bis in einer Tiefe von 1.208 m abgebaut wurden. Bis zur Stilllegung des Uranbergwerkes waren insgesamt 200.430 Bergleute beschäftigt.
Die ursprüngliche Gestalt des Dorfes ist weitestgehend erhalten geblieben. Der nahegelegene Grenzübergang Broumov/Mähring wurde 1991 eröffnet. Im Jahre 2001 wurde auf dem Friedhof im Rahmen des Khuanerfestes am 9. und 10. Juni ein von ehemaligen deutschen Bewohnern gespendeter zweisprachiger Gedenkstein eingeweiht. Er hat folgende Inschrift in deutscher und tschechischer Sprache:
„Zum Gedenken an die ehemaligen Bewohner von Hinterkotten, die hier ihre letzte Ruhe fanden. Herr schenke ihnen und unseren beiden Völkern Frieden.“

## Söhne und Töchter der Gemeinde
- Anton Ruppert (1936–2020), deutscher Komponist, Korrepetitor und Dirigent sowie Hochschullehrer
- Wilfried Scharnagl (1938–2018), deutscher Journalist und Politiker (CSU)

## Gemeindegliederung
Die Gemeinde Zadní Chodov besteht aus den Ortsteilen und Katastralbezirken Kyjov (Khoau) und Zadní Chodov.